# Liste des maîtres de province de l'ordre du Temple
La liste des maîtres de province de l'ordre du Temple regroupe les noms des maîtres selon un axe chronologique identifié par période de maîtrise et domaines territoriaux.
Cette notion de province administrative au sein de l'ordre du Temple ne correspond pas aux limites géographiques actuelles et encore moins aux possessions territoriales des royaumes de l'époque. Les limites de chaque province étaient propres aux templiers et si on fait référence à la province de France, ce n'est ni le royaume de France tel qu'il était au XIIe siècle et XIIIe siècle ni la France d'aujourd'hui.

## L'organisation des provinces et leur évolution
Comme tout ordre religieux, les templiers étaient dotés de leur propre règle et cette règle évoluait sous forme de "retrais" (article statutaires) à l'occasion des chapitres généraux. C'est l'article 87 des retrais de la règle qui nous indique la répartition territoriale initiale des provinces. Le maître de l'ordre désignait un commandeur pour les provinces suivantes,,:
- Angleterre
- Aragon
- France
- Hongrie
- Les états de Tripoli et d'Antioche
- Poitou
- Portugal
- Pouille

Cette répartition a évolué au fur et à mesure de l'expansion des templiers. On constate notamment la création de nombreuses nouvelles provinces et certaines réorganisations territoriales comme la fusion de l'Aragon et de la Provence puis vers le milieu du XIIIe siècle la scission en deux provinces distinctes de cette province de Provence et partie des Espagnes,.
Les responsables de chaque province étaient désignés par le titre de Præceptǒr (Précepteur/Commandeur) ou Mǎgistěr (Maître) selon les cas. Si la traduction de Mǎgistěr ne laisse pas place au doute, celle de Præceptǒr, littéralement « celui qui commande », est souvent sujette à caution. La question étant de savoir si on doit faire référence à des Préceptories ou à des Commanderies lorsqu'on évoque leurs installations.

## Provinces créées auXIIesiècle

### (la):Praeceptor humilis et procurator domorum militiae templi in Bria[8]
| Commandeur              | Période           | Commentaires et autre(s) fonction(s) |
| ----------------------- | ----------------- | --- |
| fr. Jean de Beaulieu    | 1233              | (la): « domorum militiae templi quæ sunt in Bria praeceptor humilis » |
| fr. Hugues              | 1256              | (la): « domorum militiae Templi in Bria praeceptor » |
| fr. Jean de Monceaux    | c. 1267-1270 1274 | (la): Johannes de Moncellis (fro): Jehan de Monceaus 21 mars 1274: « religiex home frere Jehan de Monceaus, commendeur de la baillie de Brie » Commandeur de la baillie de Vermandois? (1276) [Incertain] |
| fr. Arnould de Wezemaal | 1286-1291         | |
| fr. Godefroy            | c.1292            | (la): « frater Reginaldus preceptor domus Templi Aurelianensis...quindecim anni elapsi...receptus in domo Templi de Pruvino...per fratrem Godefredum tenentem locum preceptoris ballivie de Bria » |
| fr. Raoul de Gisy       | 1295 - 1305       | (la): « praeceptor humilis et procurator domorum militiae templi in Bria » 26 juin 1300: « commandeur et procureur des mesons de la chevalerie du Temple de Brye »« quod frater Radulfus de Gisi tunc preceptor Brie in Francia »« in Bria, per fratrem Radulphum de Gisiaco, septem anni vel circa sunt elapsi »« Raoulz de Gisy, commanderres des maisons de la chevalerie du Temple en la baillie de Brye et de Payens », 1303) qui ceterum « receptor Campaniæ » pro rege erat » |
| fr. Jean de « Mori »    | 1305              | [Peut-être Jean de Mars] 1305: « Johannes de Mori, tunc preceptor dicti ordinis de balivia de Bria » |

#### Baillie de Chartres
(la): Preceptor domorum milicie Templi in Bailliva Carnotensi
| Commandeur               | Période | Commentaires et autre(s) fonction(s) |
| ------------------------ | ------- | --- |
| fr. Hilaire              | 1254    | 1254: « frater Hilarius, praeceptor domorum militiae Templi Aurelianensis et Carnotensis » |
| fr. Guillaume Bocelli    | 1273    | 1273: « fr. Guillelmus Bocelli preceptor domorum milicie Templi in Bailliva Carnotensi » |
| fr. Guillaume dit Gaudin | 1286    | septembre 1286: « fratri Guillelmo dicto Gaudin, magistro domus milicie Templi de Soors, et de toto Chartrain » Procès, 1311 : « fratrem Guillelmum Gaudini militem quondam, preceptorem tunc ballivie Carnotensis » (vers 1285) |
| fr. Guy de Mesnil-Aubry  | ...     | Procès, 1307/11: « Guidonem de Maynillio Albrici servientem..., tunc preceptorem ballivie Carnotensis » |

#### Baillie de Flandre
(la): Domorum milicie templi in Flandria preceptoris
| Commandeur                     | Période         | Commentaires et autre(s) fonction(s) |
| ------------------------------ | --------------- | --- |
| fr. Baudoin de Lidenghem       | 1171,           | (nl): Boudewijn van Ledegem 1171: « Balduino de Lidenghem, magistro in Flandriâ », |
| fr. Baudoin de Gand (nl)       | 1175            | [Incertain] (la): Balduinus de Gandavo 1175: « Balduino de Gandavo Templariorum magistro » Maître cismarin (1176) Maître du Ponthieu et de l'Hainaut (1179-1181), |
| fr. Thibaud de Furnes          | 1181-1182       | [Gardien du Temple en Flandre] (la) : Theobaldus de Furnis (nl): Theobald van Veurne |
| fr. B. Vulpis                  | 1199-1200       | |
| fr. Hildebaut                  | 1205,           | (la): Heldebaldus |
| ...                            | ...             | |
| fr. Soybertus                  | 1220, 1226-1228 | (nl): Soibert oct. 1220: « fratre Soyberto, preceptore Flandrie » 1226: « Soibertus » |
| fr. Gobert                     | 1225/26         | 1225 : « ? » Commandeur d'Aimont (1194) |
| fr. Guillaume de Lambersart    | 1230            | (la): Willermus de Lambersart (nl): Willem van Lambesart février 1230: « fratre Willermo de Lambersart, tunc temporis preceptore in Flandria » |
| fr. J.                         | 1235            | (nl): Jan |
| fr. Jacques                    | 1241            | (nl): Jakob |
| fr. Gautier de Villers         | 1250-1252, 1257 | (la): Walterus (nl): Walter van Villers « preceptor domorum militi Templi in Flandria » 15 mars 1250: « frater W. » fév 1251: « frères Watiers de Vilers » (sans titre précis) 8 décembre 1251: « ? » Commandeur de la baillie de Lorraine (1244), (1262, 1264-1265) Maître de la baillie du Brabant et de l'Hesbaye (1248), |
| ...                            | ...             | |
| fr. Gautier de Villers         | 1271, 1273      | (la): Galterus de Villers, de Villaribus (fr): Gauthier de Villars, de Villers ou de Villiers 18 septembre 1271: « frères Gautier, commandères de Flandres » juin 1273: « Nous freres Watiers de Vilers, commanderes des maisons de la chevalerie dou Temple en Flandres »                                                   |
| fr. Pieter uten Sacke († 1309) | 1280-1297       | (nl): Pieter uten Zak 1291: « broeder Pieter Uten-Zaeke, meester van den Hoven van der Temple in Vlaendren » Autres sources : |
| fr. Jacop die Repere           | 1304            | |
| fr. Bernard de Caëstres        | 1306            | [Incertain] Le document ne permet pas de confirmer qu'il est commandeur de la baillie mais qu'il est frère du Temple |
| fr. Gossuin de Bruges          | 1307,           | (nl): Go zwin van Brugge |

#### Baillie de Hainaut
Peu de noms nous sont parvenus sachant que du point de vue géopolitique, le comté de Flandre et celui de Hainaut étaient réunis de la fin du XIIe siècle jusqu'au décès de Marguerite de Constantinople (1280).
| Commandeur          | Période de maîtrise | Commentaires et autres fonctions                   |
| ------------------- | ------------------- | -------------------------------------------------- |
| fr. Baudoin de Gant | 1179-1181           |                                                    |
| fr. Renaud          | 1240                | [Commandeur en Hainaut et en Brabant, à vérifier], |
| ...                 | ...                 |                                                    |
| fr. Jean Briars     | 1282                | « commandeur de la balie de Hainaut »              |

#### Baillie d'Île-de-France / Paris
(la): « Preceptor ballivie Templi Parisius »
cf. article connexe

#### Baillie du Laonnais
(la): « Preceptor domus milicie Templi in ballivia Laudunensi »
Baillie réunie avec celle de Reims à la fin du XIIIe siècle.
| Commandeur               | Période              | Commentaires et autre(s) fonction(s) |
| ------------------------ | -------------------- | --- |
| fr. Pierre               | 1179                 | (la): « Petrus miles et procurator domorum Laudunensis episcopatus » |
| fr. Renaud               | 1241                 | (la): « Renaudus frater militie templi, preceptor balliviae de Landrecesio [Laudimesio] » Renaud de Vichiers (?) |
| fr. Pierre le Normand    | 1274-1275, 1284-1287 | (la): « Petrus Normannus » (fro): Pières li Normans 28 octobre 1284: « Commanderes de la chevalerie dou Temple de la baillie de Leonois » Commandeur de la baillie de Vermandois (1274) Tenant lieu de commandeur (lieutenant) de la province de France (1267, 1282) |
| fr. Thierry              | c. 1300              | |
| fr. Gautier de Liancourt | 1307                 | (la): « Galterius de Liancort » Commandeur du Laonnais et du Reimois |

#### Baillie de Normandie
(la): « Preceptor domorum militie Templi in Normannia, totius Normannie »
| Commandeur               | Période         | Commentaires et autre(s) fonction(s) |
| ------------------------ | --------------- | --- |
| fr. Guillaume            | fin XIIe siècle | |
| fr. Robert Parvi         | c. 1200,        | (la): Robertus Parvus 1199: « preceptor domorum Templi in Normannia » |
| fr. Richard Maleherbe    | 1209-1213       | |
| fr. Guillaume de l'Aigle | 1219, 1226-1227 | (la): Guillelmus de Aquilla, Willelmus de Aquila (en): William de Aquila, de l'Aigle juin 1226: « preceptorem domorum templi in Normannia et fratres milicie templi de Corval » septembre 1227: « S. Fratris W. de Aqvila » Frère du Temple (1219), ambassade pour le roi de France auprès du roi d'Écosse Peut-être maître de la province de France (1222)                                                              |
| fr. Thibaut de Melay     | 1237-1252       | (la): Theobaldus de Melai, de Melleio, de Melloz, 1240: « Theobaldus preceptor domorum Templi in Normannia » |
| fr. Robert Payart        | 1258-1270       | (la): Robertus dictus Paiart janvier 1258: « preceptor milicie templi in Normannia » 1259: « domorum militie templi in Normannia preceptor humilis ; preceptor domorum milicie templi in Normannia » juillet 1260: « preceptorem domorum milicie templi in Normania et fratres milicie templi de Corval... preceptor milicie domorum templi in Normania » 1261: « frater Robertus preceptor milicie templi in Normania » |
| fr. Alveretus            | c. 1281         | |
| fr. André de Saquenvilla | c. 1289         | |
| fr. Geoffroy le Berroyer | 1295            | |
| fr. Philippe Agate       | c. 1300         | Commandeur de Sainte Vaubourg (1307) |
| fr. Philippe Uble        | 1307            | Commandeur des maisons du Temple en Normandie (juillet 1307) |
| fr. Geoffroy de Charnay  | 1307,           | (la) :Joffridus, Gaufridus de Charnaio, de Charneio, de Charneyo (fro): Jofre de Xarnay (en): Geoffrey of Charny 21 oct. 1307: « preceptor totius Normannie » Compagnon de Mathieu Sauvage, commandeur de Sidon (1271) Commandeur de Lieu-Dieu de Fresnes (1283) [?] Commandeur de Villemoison (1294) 1303: Passage à Marseille en partance pour Chypre Drapier (1304) († 18 mars 1314)                                  |

#### Baillie de Ponthieu
(la): Preceptor domorum militie Templi in Pontivo
| Commandeur                        | Période        | Commentaires et autre(s) fonction(s) |
| --------------------------------- | -------------- | --- |
| fr. Guillaume de Bosc-Normand     | c. 1190        | (la): Willelmus del Bos Norman 1185/1194: « tunc temporis preceptor in Pontivo » |
| fr. Olard                         | 1194           | (la): Oleardus 19 juin 1194: « magistro domorum Pontivi » |
| fr. Pierre                        | 1195/96        | (la): Petrus février 1195 ou 1196: « procurator domus templi in Pontivo » |
| fr. Garin                         | 1205           | |
| fr. Sylvestre                     | 1214           | (la): Silvestericus avril 1214: « tunc temporis preceptor in Pontivo » |
| fr. Humbert de Pairaud            | 1257           | (la): Ymbertus de Perant septembre 1257 : « [preceptor] domorum militie templi in Pontivo » Commandeur de la province de France (1261-1264) Commandeur de la province d'Aquitaine et visiteur général (1265/66-1269) Commandeur de la province de France (1272)>, |
| fr. Hervé (Henri ?) de Villepreux | 1276 - 1280    | (la): Hervicus de Villa petrosa (fro): Hervil de Vileprour juillet 1276: « commandeur des maisons de le chevalerie dou Temple en Pontiu » 18 avril 1279: « preceptoris in domibus templi existentibus in Pontivo »                                                |
| fr. Philippe de Hayes             | 1283 - 1285    | (la): Philippus de Hayes juillet 1283: « preceptor domorum militie templi in Pontivo » |
| fr. Jean Moet                     | c. 1289/90     | (la): Johannes Moset |
| fr. Jean de Villeneuve            | c. 1290 - 1296 | |
| fr. Guérin de Grandvilliers       | 1299 -1302     | Commandeur de la baillie de Vermandois (c. 1297) |
| Robert de Beauvais                | c. 1305        | [Incertain] |
| fr. Baudouin de Saint-Just        | 1305-1307      | |

#### Baillie de Vermandois
(la): Preceptor domorum militie Templi in Viromendia
Avant de prendre le nom de baillie de Vermandois il semble qu'il s'agissait de la baillie regroupant les maisons du Temple dans l'évêché de Noyon. La liste proposée par Émile-Guillaume Léonard est tirée des travaux publiés par Trudon des Ormes en 1894.
| Commandeur                 | Période    | Commentaires et autre(s) fonction(s) |
| -------------------------- | ---------- | --- |
| fr. Nivelon de Montdidier  | 1182       | [Maître dans le diocèse de Noyon] |
| fr. G.                     | 1234       | juin 1234: « frater G. preceptor domorum militie templi in Viromandia »                                                                                           |
| fr. Daniel                 | 1250       | [Recteur du Temple] (la): 8 mars 1249/50: « rector domorum militie templi in Viromandia »                                                                         |
| fr. Daniel                 | 1265       | (la): Danielis 7 mai 1265: « de mandato...fratris Danielis domorum milicie Templi in Viromandia »                                                                 |
| fr. Pierre le Normand      | 1274       | oct. 1274: « ? » Commandeur de la baillie du Laonnais, tenant lieu de commandeur en France (1276)                                                                 |
| fr. Jean                   | 1276       | [Jean de Maimbressy ou Jean de Monceaux ?] (fro): Jehan juillet 1276: « frere Jehan, commandeur a che tans des maisons de le chevalerie du Temple en Vermendois » |
| fr. Pierre le Normand      | 1277       | juin 1277: commandeur du Temple dans le ressort du bailliage de Vermandois                                                                                        |
| fr. Jean de Maimbressy     | 1281, 1285 | (la): Johannes de Membrechis 2 février 1285: Présent lors de la réception de Gilles de Rotangy (procès) Commandeur du Catelet (1291),                             |
| fr. Garin de Grandvilliers | 1294       | (la): Garinus de Granvillie, de Grandivillari Commandeur de la baillie de Ponthieu (1298, 1304) Commandeur de l'« abbaye » de Ponthieu (1300)                     |
| fr. Robert de Sarnoy       | 1304       | (la): Robertus de Sarnoy oct. 1304: « preceptor domorum militie Templi in baillivia de Viromandia, procurator dictorum fratrum » Commandeur de Montécourt (1305)  |
| fr. Eudes                  | 1305       | (la): Odo |

### Province des Pouilles et de la terre de Labour
Bien qu'il y ait des avis très divergents entre les auteurs, les publications depuis le début des années 2000 s'accordent sur le fait qu'il s'agissait bien d'une province et non d'une baillie jusqu'à l'apparition des maîtres du royaume de Sicile dans la deuxième partie du XIIIe siècle. Ces dignitaires ne semblent pas subordonnés au maître d'Italie et semblaient ne rendre des comptes qu'au maître en deçà-mer (puis visiteur cismarin), intermédiaire entre les maîtres provinciaux et les plus hauts dignitaires qui se trouvaient en Orient. La seule exception connue étant l'année 1196 avec Guillaume de Saint-Paul, alors maître du royaume de Sicile et des Pouilles.
| Maître / Précepteur  | Période de maîtrise | Commentaires et autre(s) fonction(s)                                  |
| -------------------- | ------------------- | --------------------------------------------------------------------- |
| (Nicola di Collalto) | 1208                |                                                                       |
| Pierre de Ayse       | 1213                | (Pietro de Ays)                                                       |
| Étienne de Sissey    | 1260                | (Sissi dans les ouvrages du XIXe siècle, Maréchal de l'ordre en 1264) |